# Mosenberg (Neuhaus an der Pegnitz)

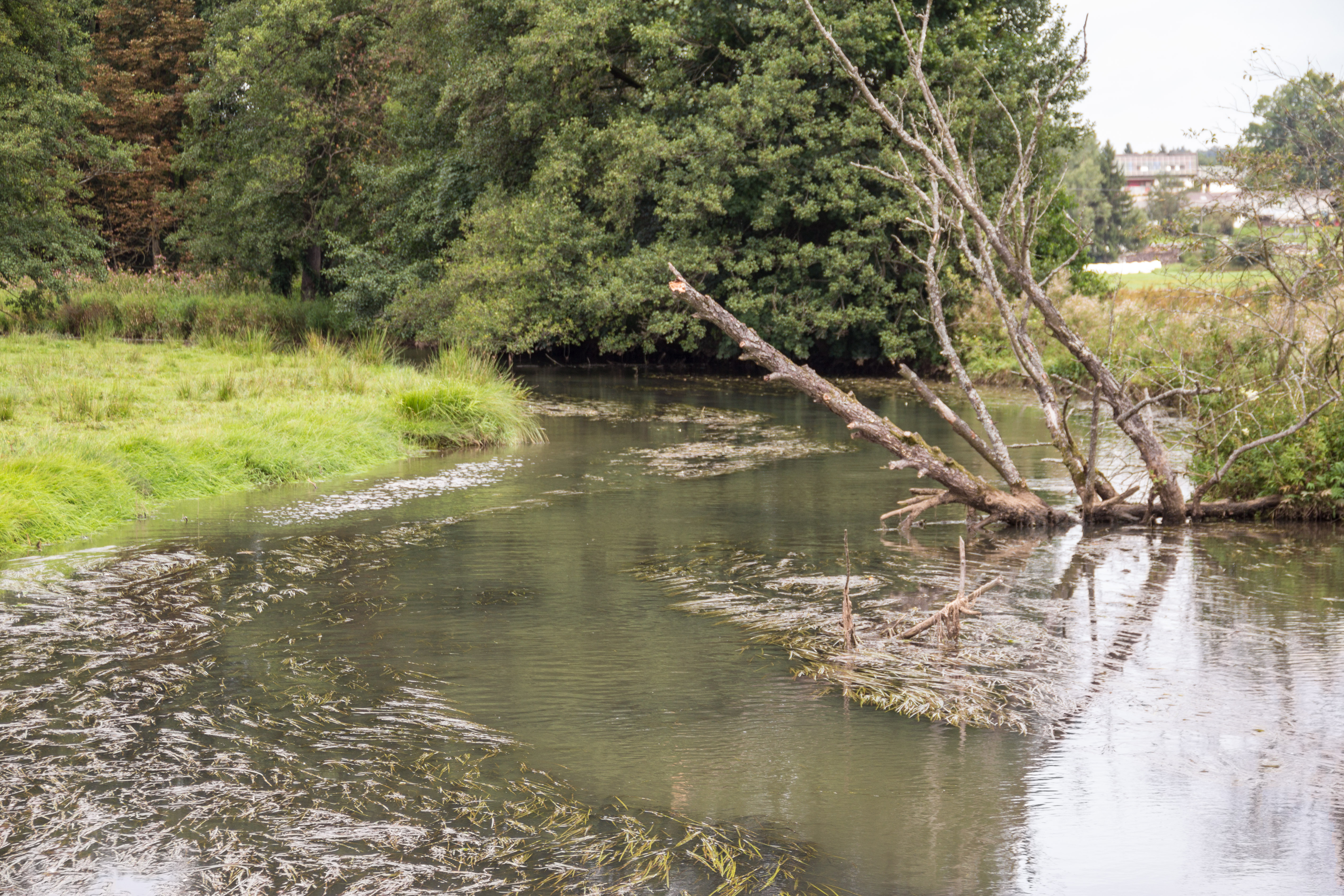
Pegnitz in Mosenberg

Mosenberg ist ein Gemeindeteil des Marktes Neuhaus an der Pegnitz im Landkreis Nürnberger Land (Mittelfranken, Bayern). Mosenberg liegt in der Gemarkung Höfen.

## Lage
Das Dorf liegt nördlich des Marktes am Westufer der Pegnitz. Auf der anderen Uferseite liegt Ranna. Im Westen befindet sich ein großes zusammenhängendes Waldgebiet, der Veldensteiner Forst. Durch diesen Wald führt eine Straße nach Bernheck. Im Norden liegen der Obere und der Untere Kammerweiher, weiter nördlich Michelfeld und nordöstlich Auerbach in der Oberpfalz.
In Mosenberg lag der Bahnhof Ranna, an dem die Strecke nach Auerbach von der Hauptstrecke Nürnberg–Eger abzweigte.